# Венеційські криниці

Бронзове криничне цямриння в подвір'ї Палацу дожів.

Венеці́йські крини́ці — важливий декоративний елемент Венеції. Відоміші як вера да поццо (вен. vera da pozzo, мн. vere da pozzo, також pluteale). Цей термін використовують для визначення цямриння криниці (від італ. і вен. vera — «цямриння», «кільце» й pozzo — «криниця»), тобто наземної частини венеційських колодязів.

## Призначення і декорування

Схема роботи венеційської криниці.

Орнамент венеційської криниці (Кампо Анцоло Раффаеле). Поч. XX ст.

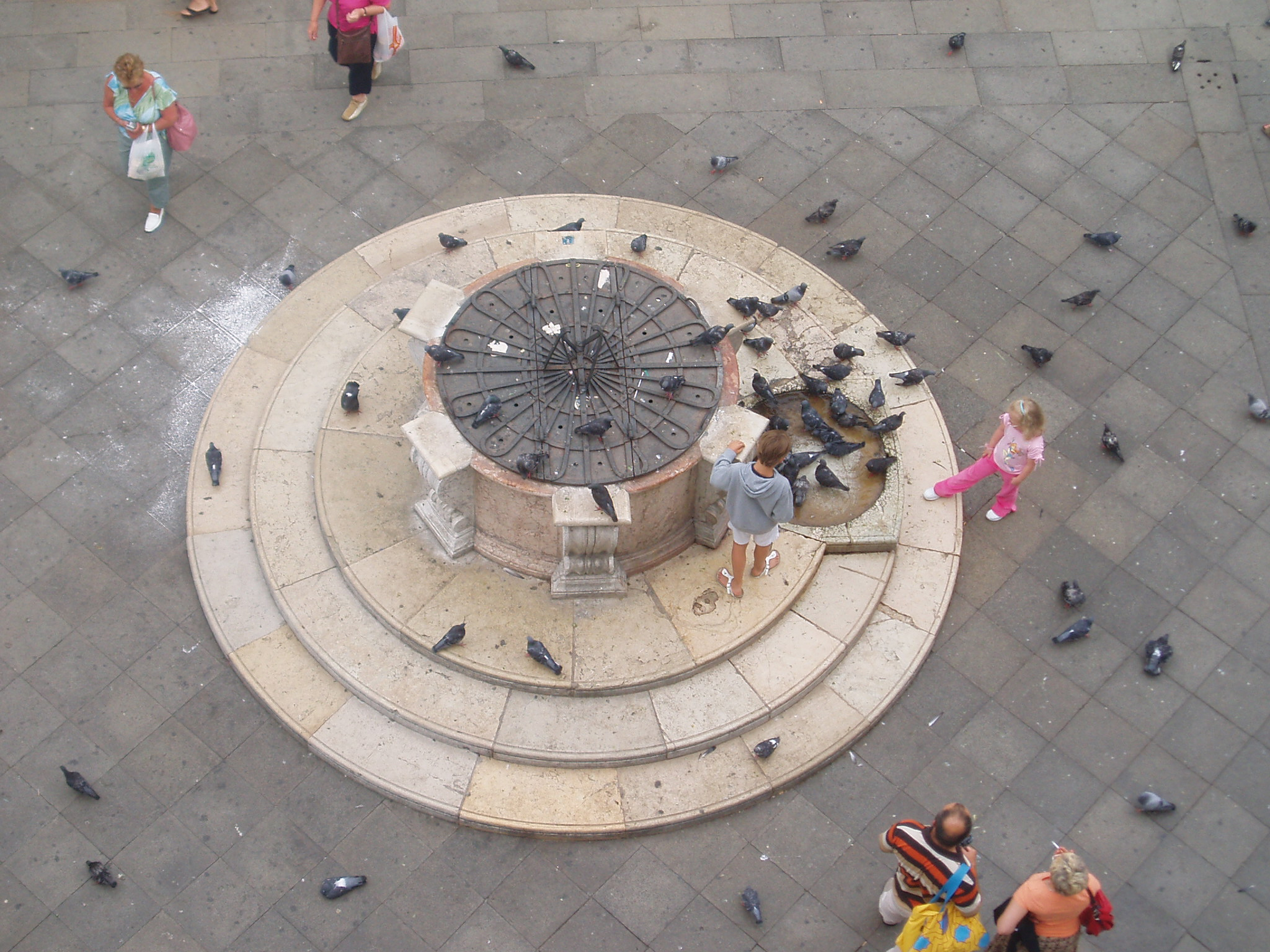
Криничне цямриння на п'яцетте Леончіні.

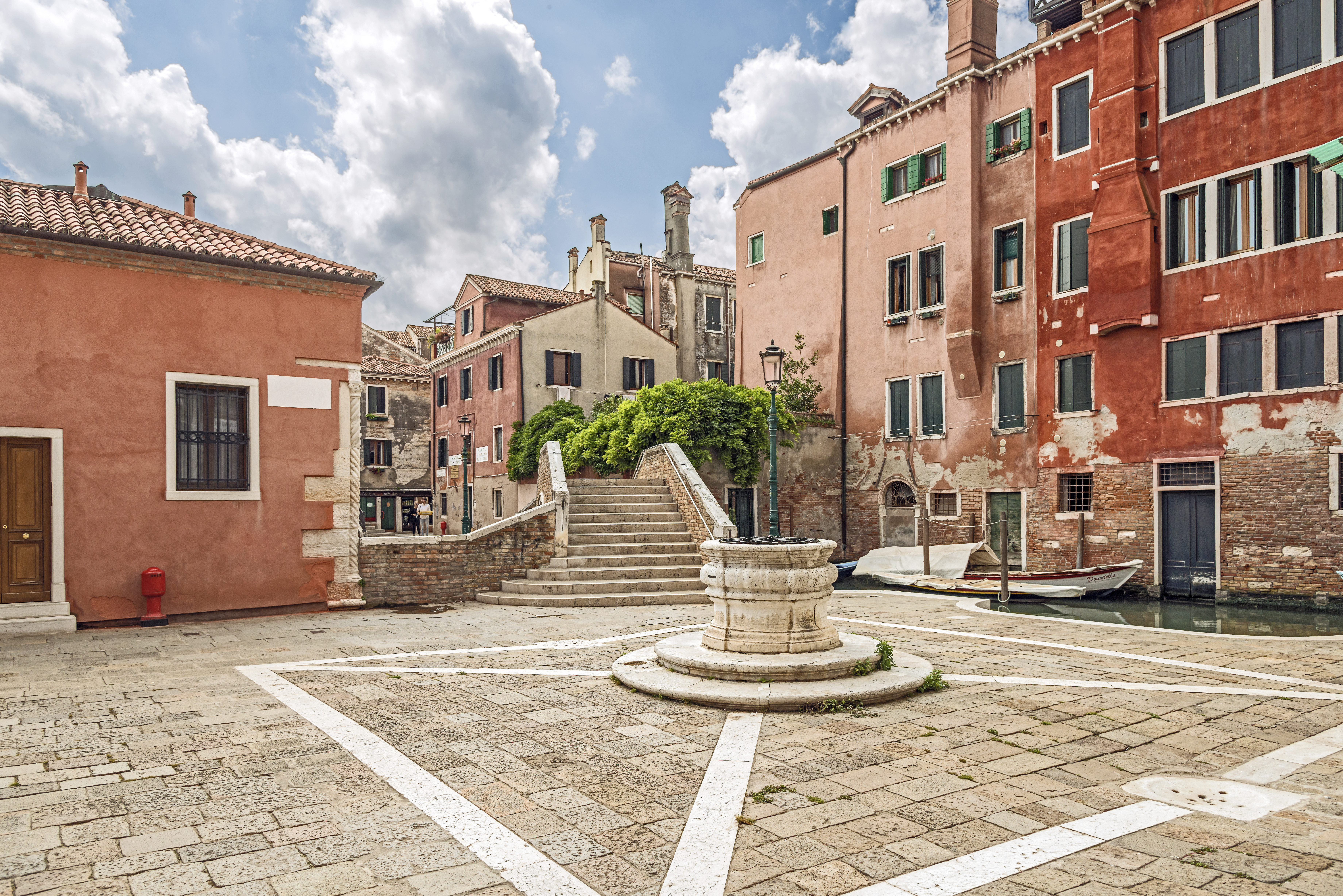
Вера да поццо на кампо (майдані) Сан Болдо.

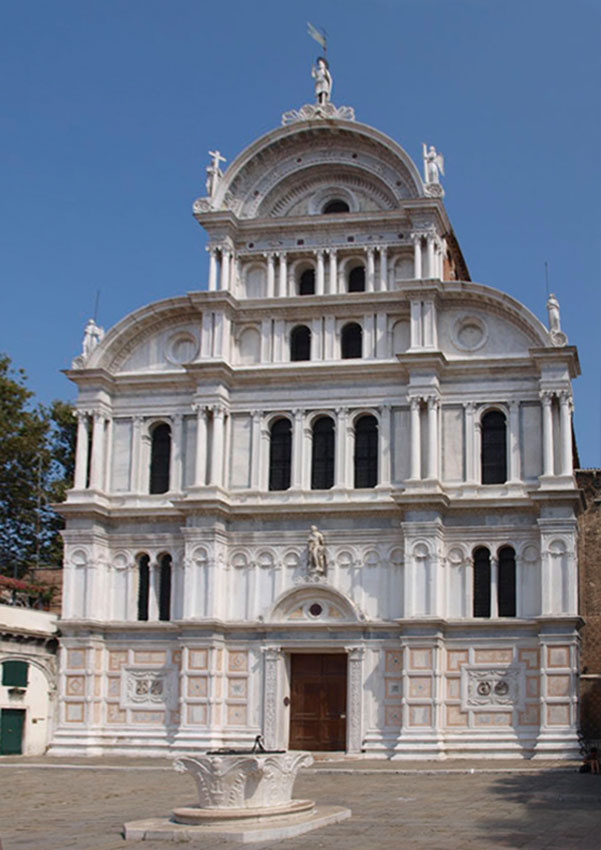
Криниця перед церквою Сан-Заккаріа.

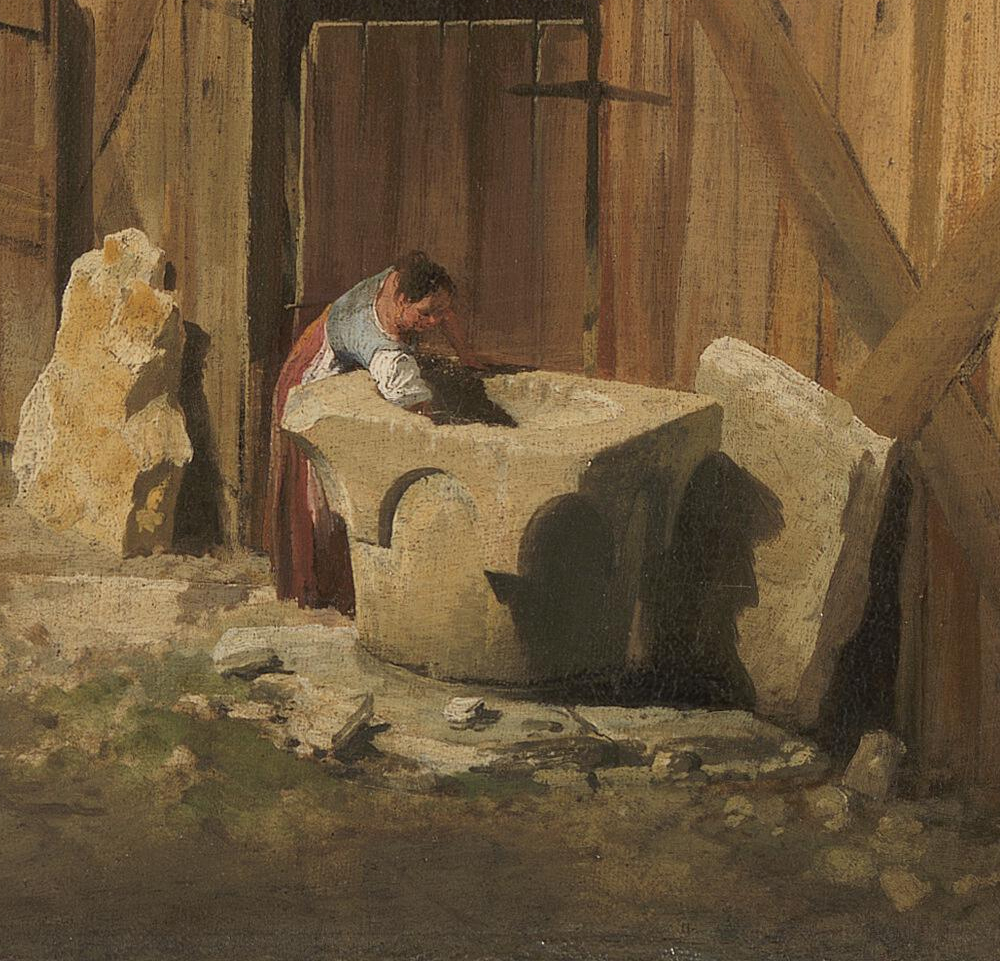
Виготовлення вера да поццо. Фрагмент картини Каналетто Подвір'я каменяра (1726–1730).

Цямриння ставилось, щоб запобігти обваленню і потраплянню в криницю сторонніх предметів, а особливо солоної води під час акваальти (повенні у Венеції). Виготовлялись, як правило, з істрійського каменю і веронського мармуру.
Парапети мають круглу, квадратну і багатогранну форми. Прикрашені різьбленими зображеннями рослин, квітів, фруктів, херувимів, левиних голів, святих, алегоричними та морськими мотивами, повчальними написами. Приватні криниці були оздоблені гербами венеційських династій, представники яких доклали зусилля для будівництва криниць. Над деякими криницями встановлювались металеві опори зі шківом, до яких кріпилася мотузка з відром. Криниця замикалась лядою із замком.
Розташовані в центрі багатьох кампі (майданів) та кортів (подвір'їв) Венеції.

## Принцип роботи
Власне, поццо не справжні криниці, а підземні резервуари (цистерни) для збирання дощової води, що до середини XIX ст. були основним джерелом свіжої питної води в місті.
Дощова вода у криницю потрапляла через отвори у люках, яких було два або чотири, і збиралась в ямі, наповненій піском, що служив як фільтр. Окрім того, поверхня навколо криниці та яма вкривалась шаром водостійкої глини, яка захищала резервуар від проникнення солоної води з лагуни.

## Водопостачання
Постачання питної води було завжди важливим стратегічним і політичним завданням уряду.
Оскільки води все одно не вистачало, цистерни додатково наповнювали річковою водою з Бренти і Сіле, яку доставляли на човнах. Із цією метою 1386 року створили спеціальну службу водовозів, що перебувала під юрисдикцією Міського управління охорони здоров'я (Magistrato della Sanità) і Колегії морської гвардії (Collegio della Milizia da Mar).
Криниці завжди тримали у належному стані. Існували суворі санітарні правила, що забороняли торкатися води брудними руками або відрами та не дозволяли звідти пити тваринам. Однак для напування, наприклад, собак чи голубів використовувалась нижня частина вера да поццо. Нагляд за станом криниць здійснювали окрім муніципальних урядовців із питань охорони здоров'я, водопостачання, також парафіяльні священики та голови вулиць (capicontrada), які зберігали ключі від криниць і відчиняли їх двічі на день, зранку і ввечері, під звук «криничних дзвонів» (campana dei pozzi).
Окрім того, влада всіляко заохочувала будівництво і ремонт резервуарів.
Герби тих, хто виділяв кошти для цієї справи, і вигравірувані їм слова подяки досі можна побачити на криницях. Заможні венеційці розглядали це як певну службу суспільству. Це не була патерналістська опіка багатих над бідними, а свідомий вчинок, викликаний практичною необхідністю.

## Кількість венеційських криниць
1858 року згідно з «Ufficio Tecnico Comunale» на всіх островах лагуни існувало 8 тис. громадських і приватних криниць. Із них 6.782 розташовувались у самій Венеції. У XIX ст., коли збудували акведук, що з'єднав Венецію з материком, багато криниць було засипано і демонтовано. Сьогодні 231 криниця, як і раніше, доступні для громадськості. Із них майже 80 % зроблені з істрійського каменя і 18 % — із веронського мармуру. Ще дві, що у подвір'ї Палацу дожів, виготовлені з бронзи.
|  | Райони Венеції: Сан-Марко — 48 Кастелло — 58 Сан-Поло — 23 Дорсодуро — 29 Каннареджо — 50 Санта-Кроче — 20 о.Джудекка — 3 Всього — 231 |

## Галерея

Кампо Маддалена. 1900р.
Кампо Сан-Заніполо. Поч. XX ст.
Корте (подвір'я) Міліон. 1920 р.
Криниця на камп'єлло (площі) Санта-Марія-Нова. Поч. XX ст.
Криниця на кампо Св. Аґнезе. Поч. XX ст.
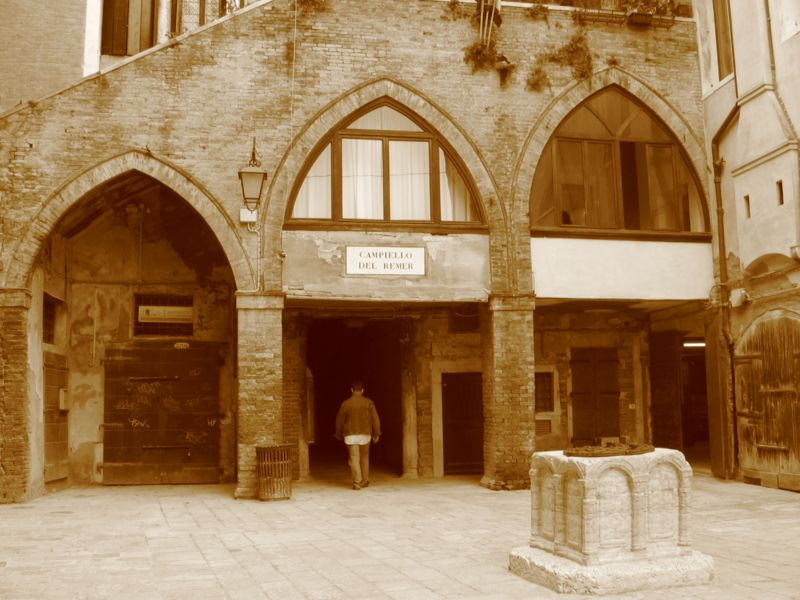
Криниця на камп'єлло дель-Ремер.
Криниця на кампо Сан-Віо. Поч. XX ст.
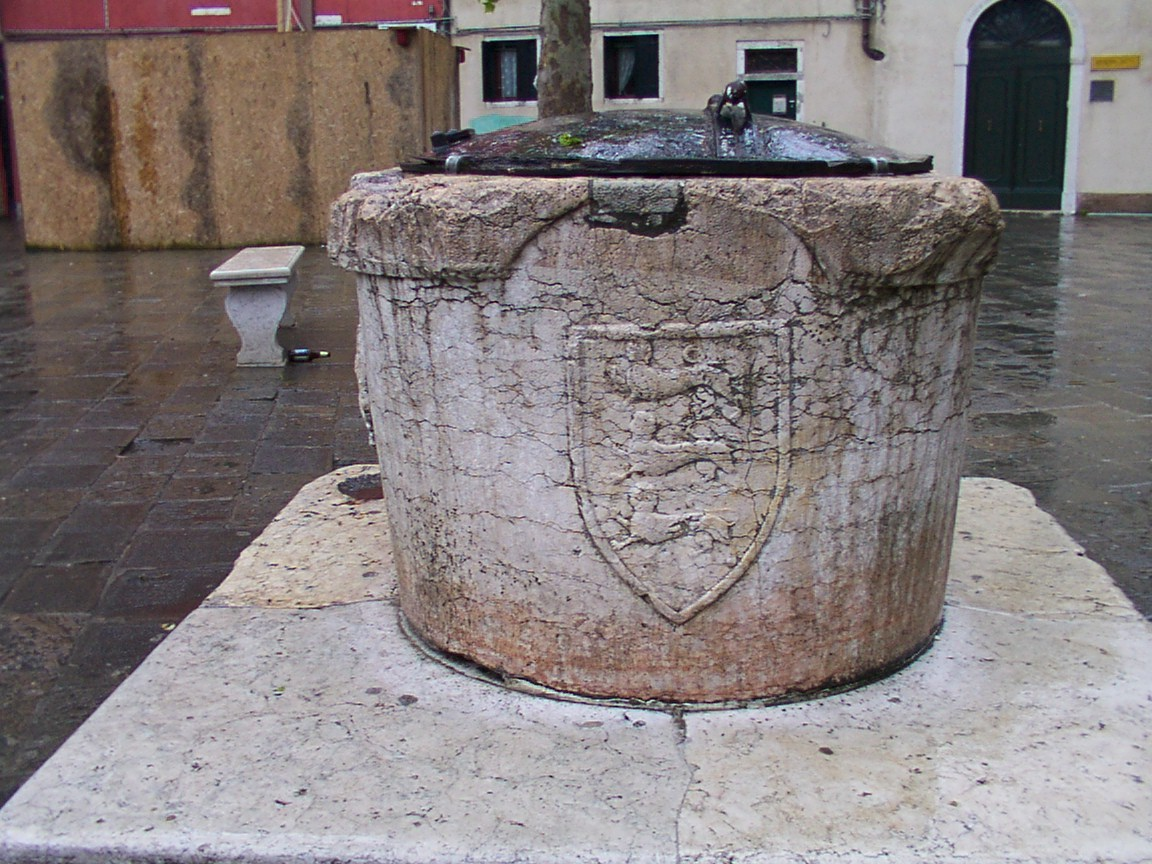
Криниця в гетто.
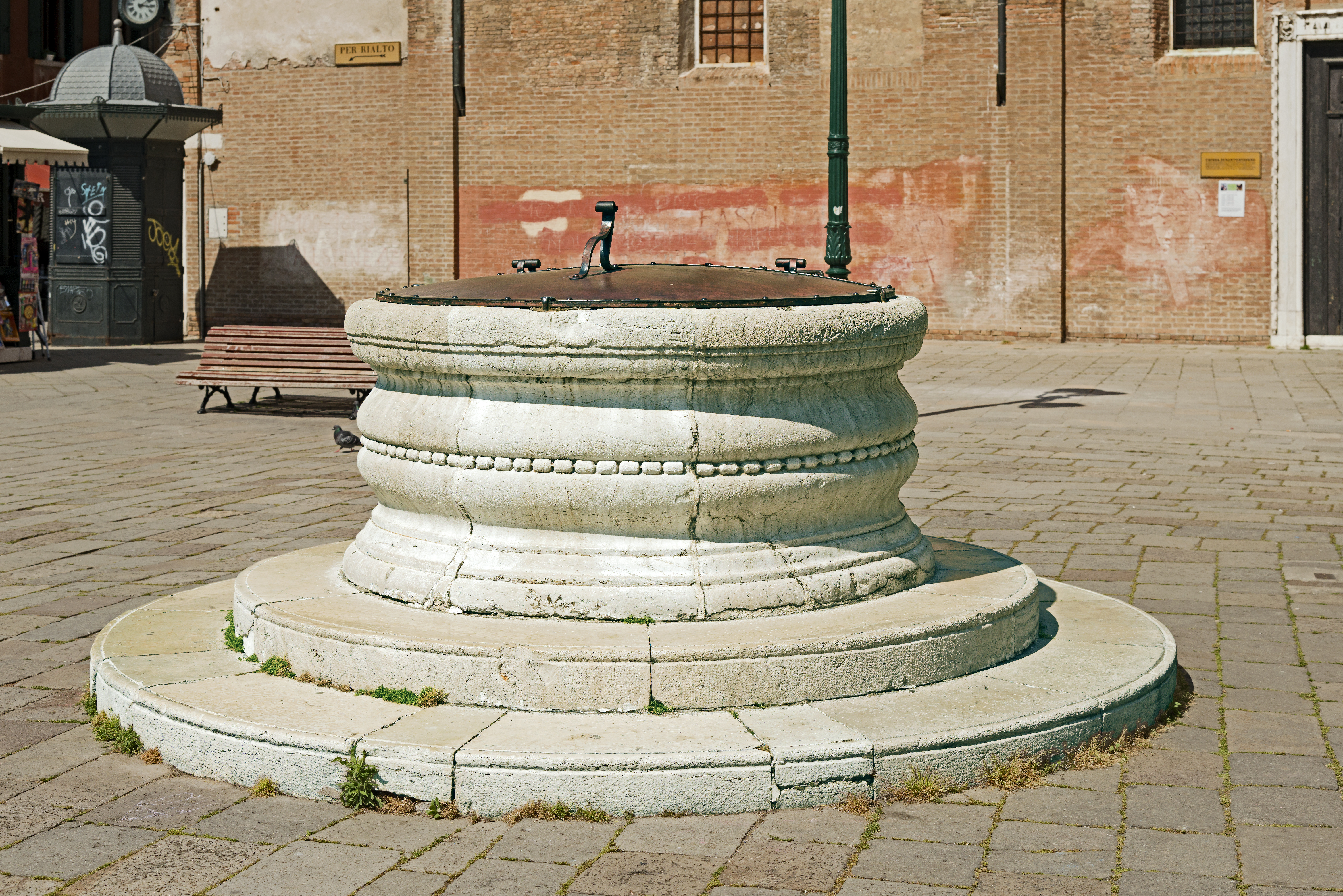
Кампо Сан-Стефано.
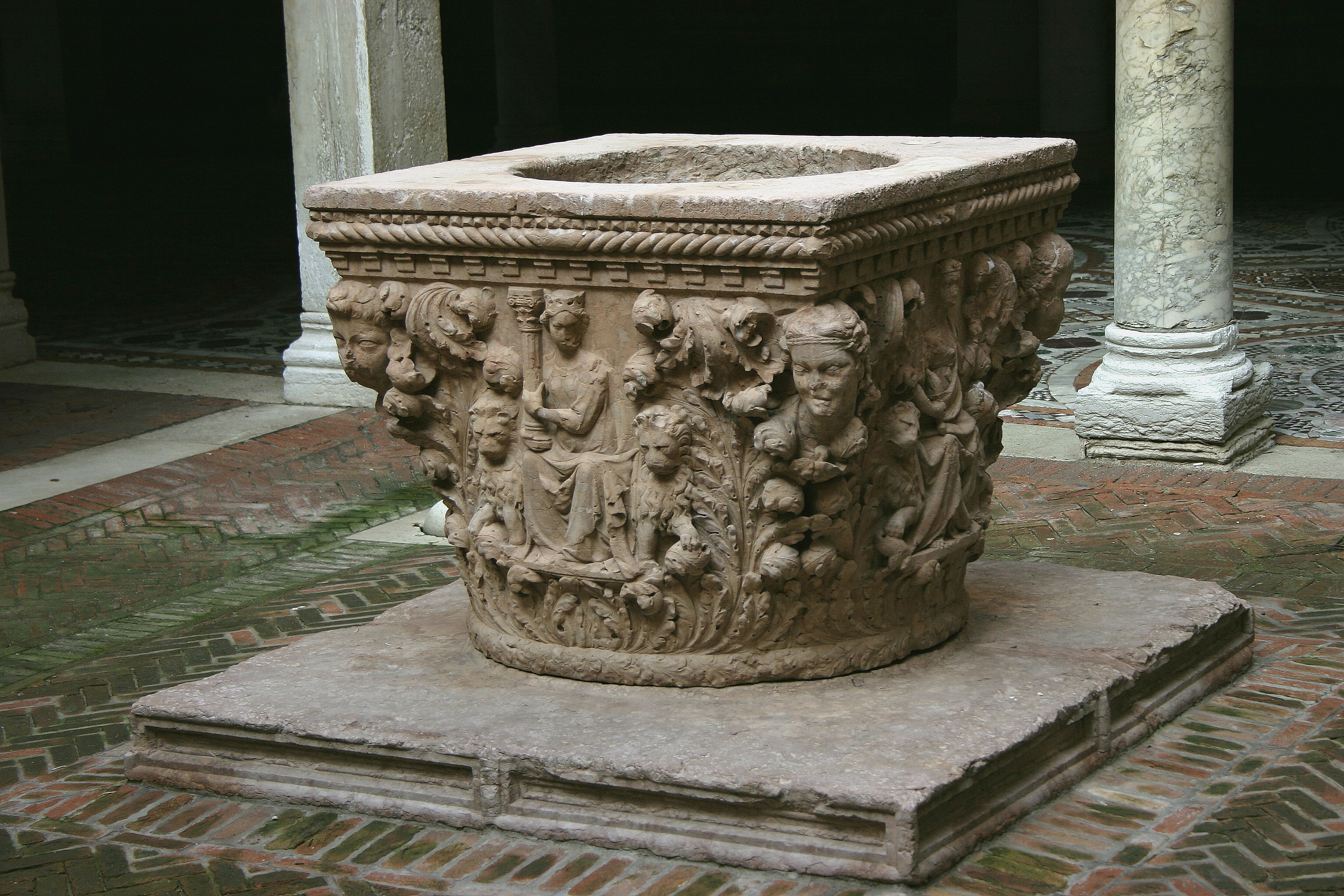
Криниця у подвір'ї Ка' д'Оро.
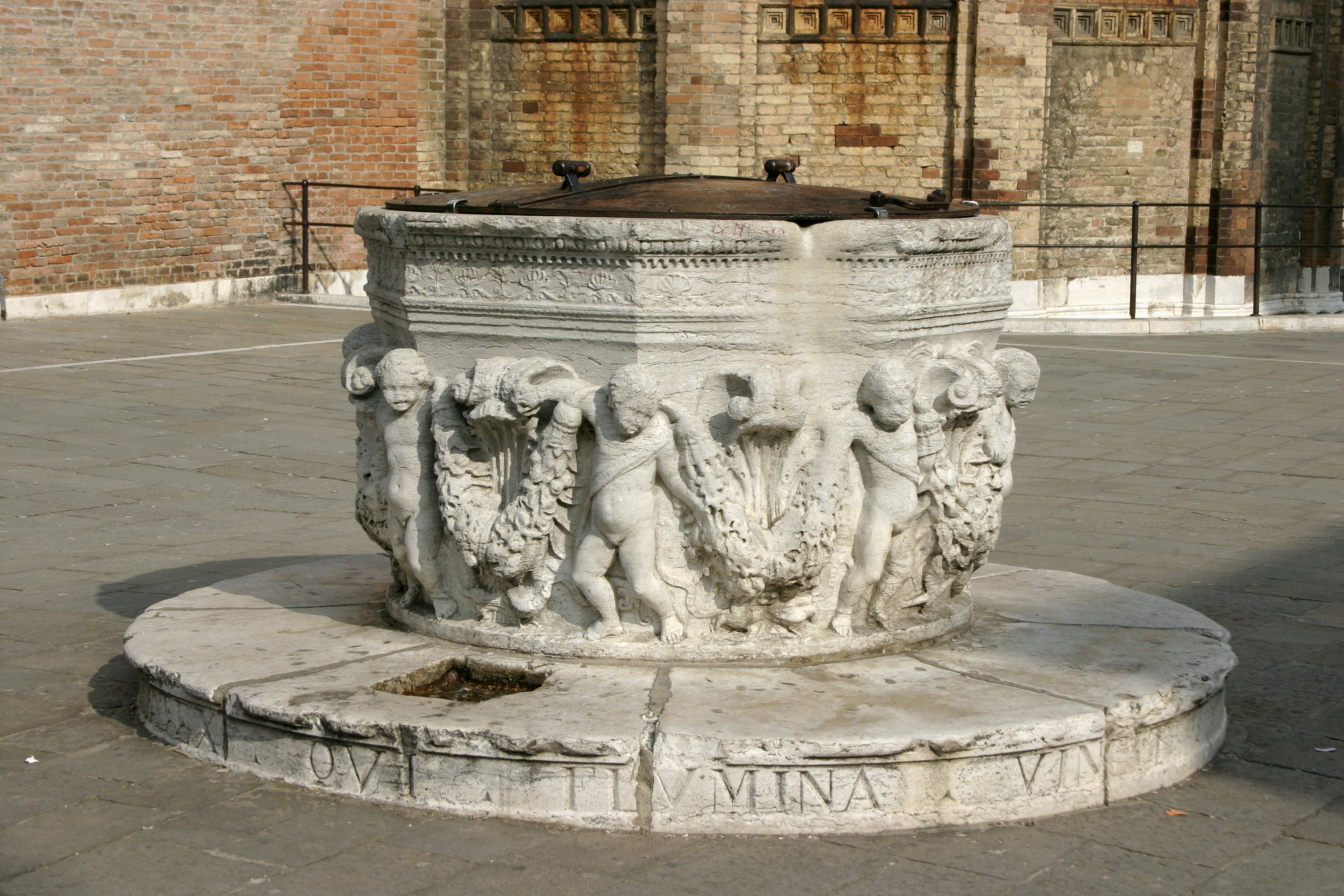
Криничне цямриння на кампо Сан-Джованні-е-Паоло.
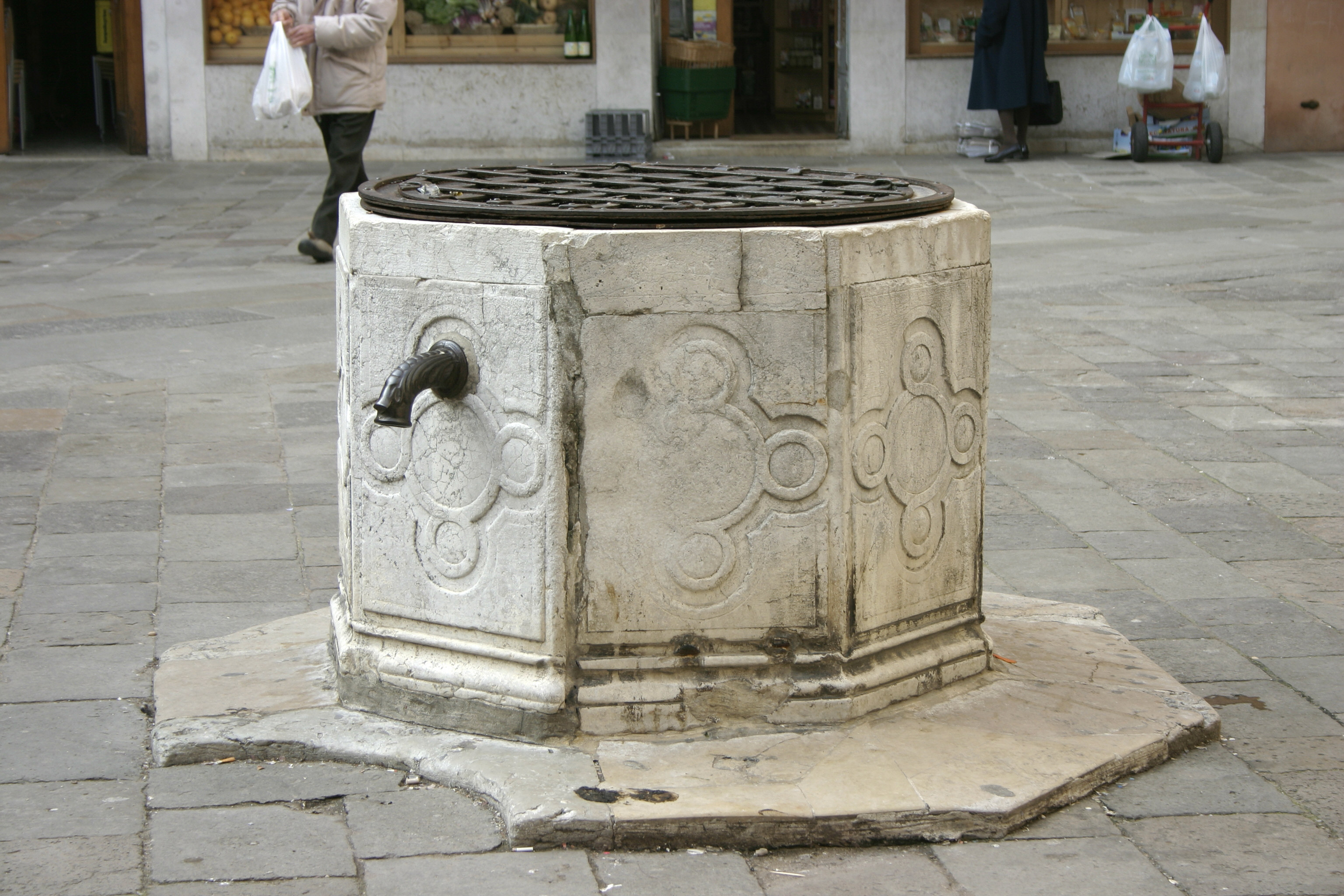
Кампо Беккаріє.
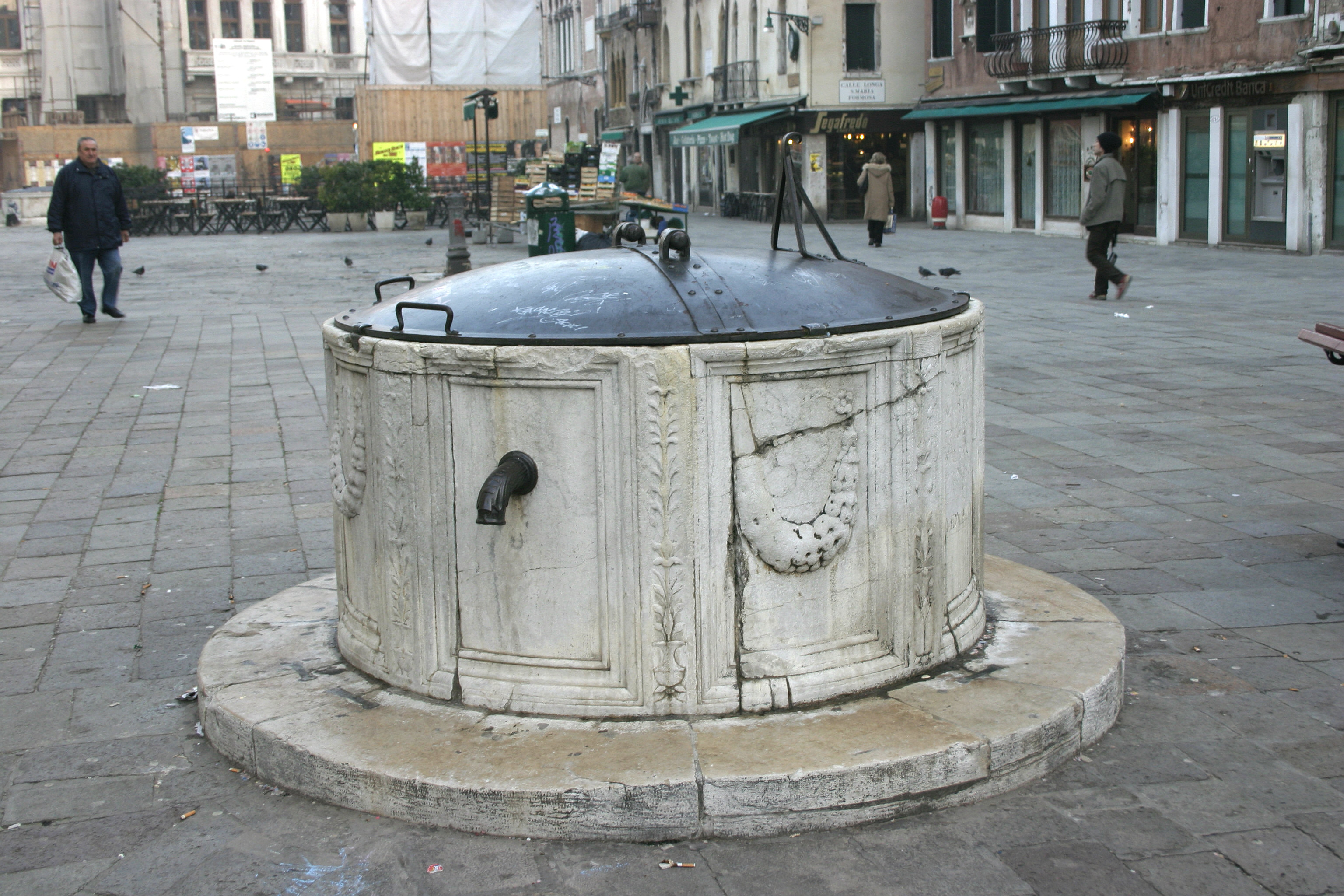
Криниця на кампо Санта-Марія-Формоза.
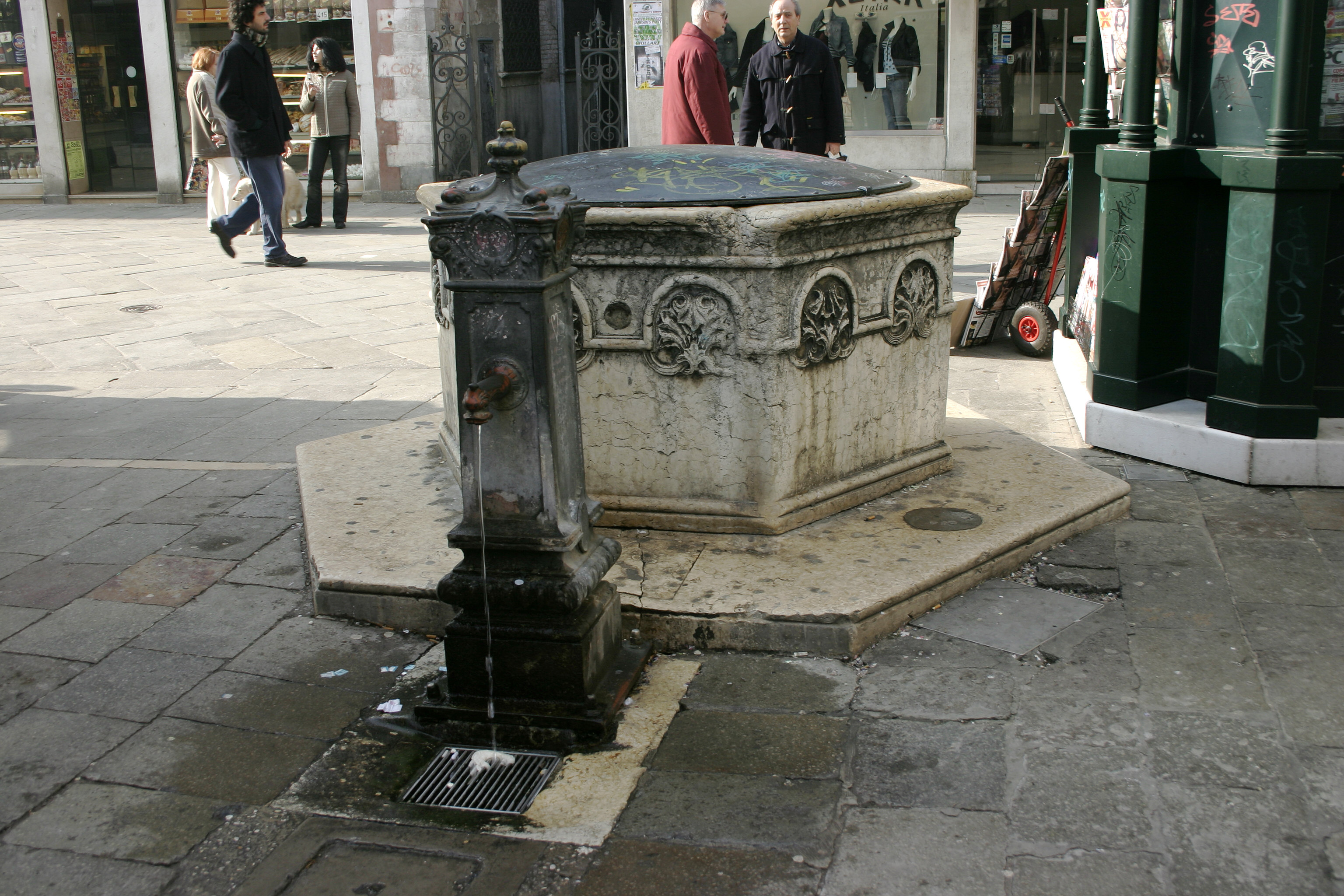
Страда Нова.
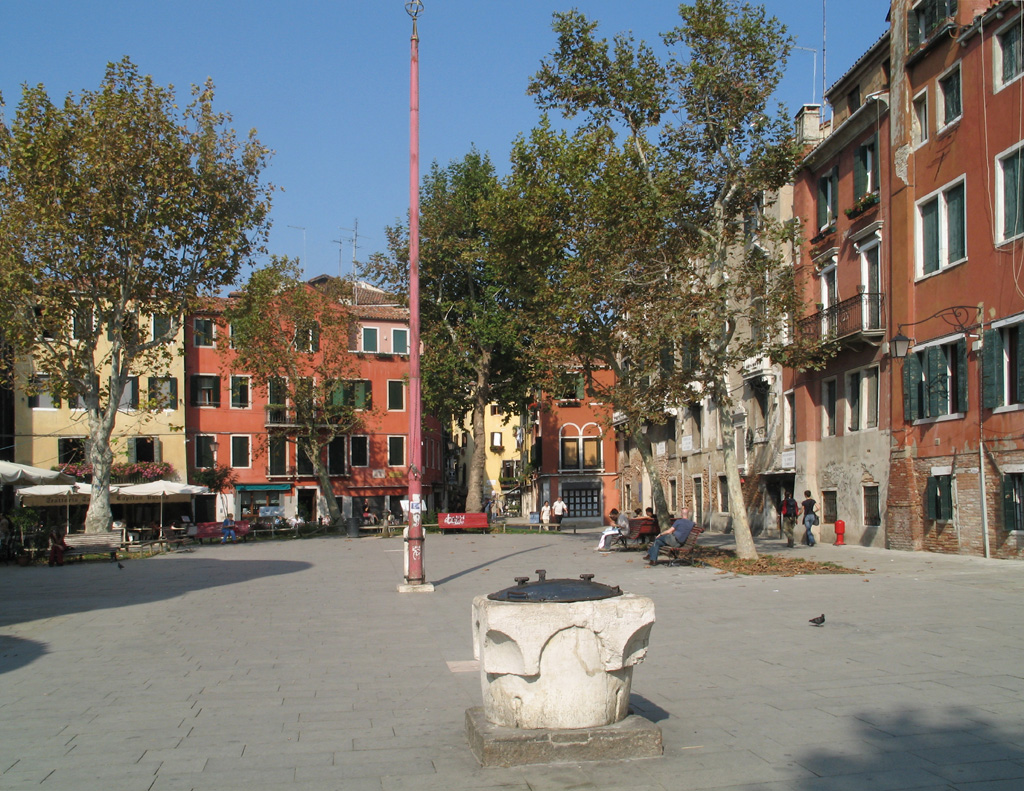
Криниця на кампо Сан-Джакомо-дель-Оріо.
Криниця у подвір'ї палацу Фондако-дей-Тедескі.
У палаці Чентані (музей Карло Ґольдоні).
Кампо Сан-Тома.
Криниця перед церквою Санта-Марія-Формоза.
Кампо Сан-Відал.
Криниця у подвір'ї в'язниці.
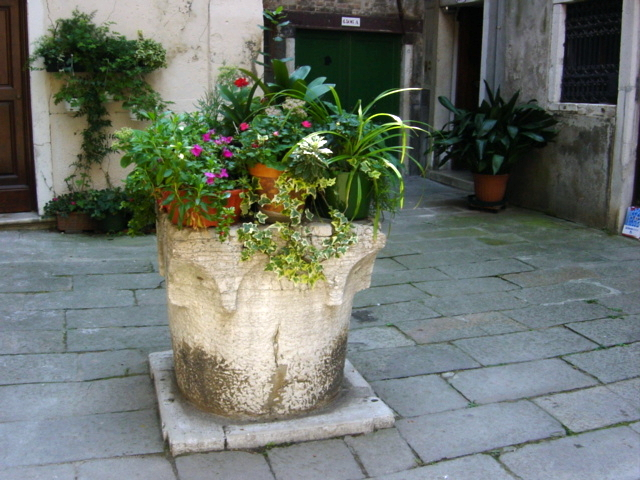
Криниця у подвір'ї Боволо.
Криниця у подвір'ї патріаршого палацу на острові Сан-П'єтро.
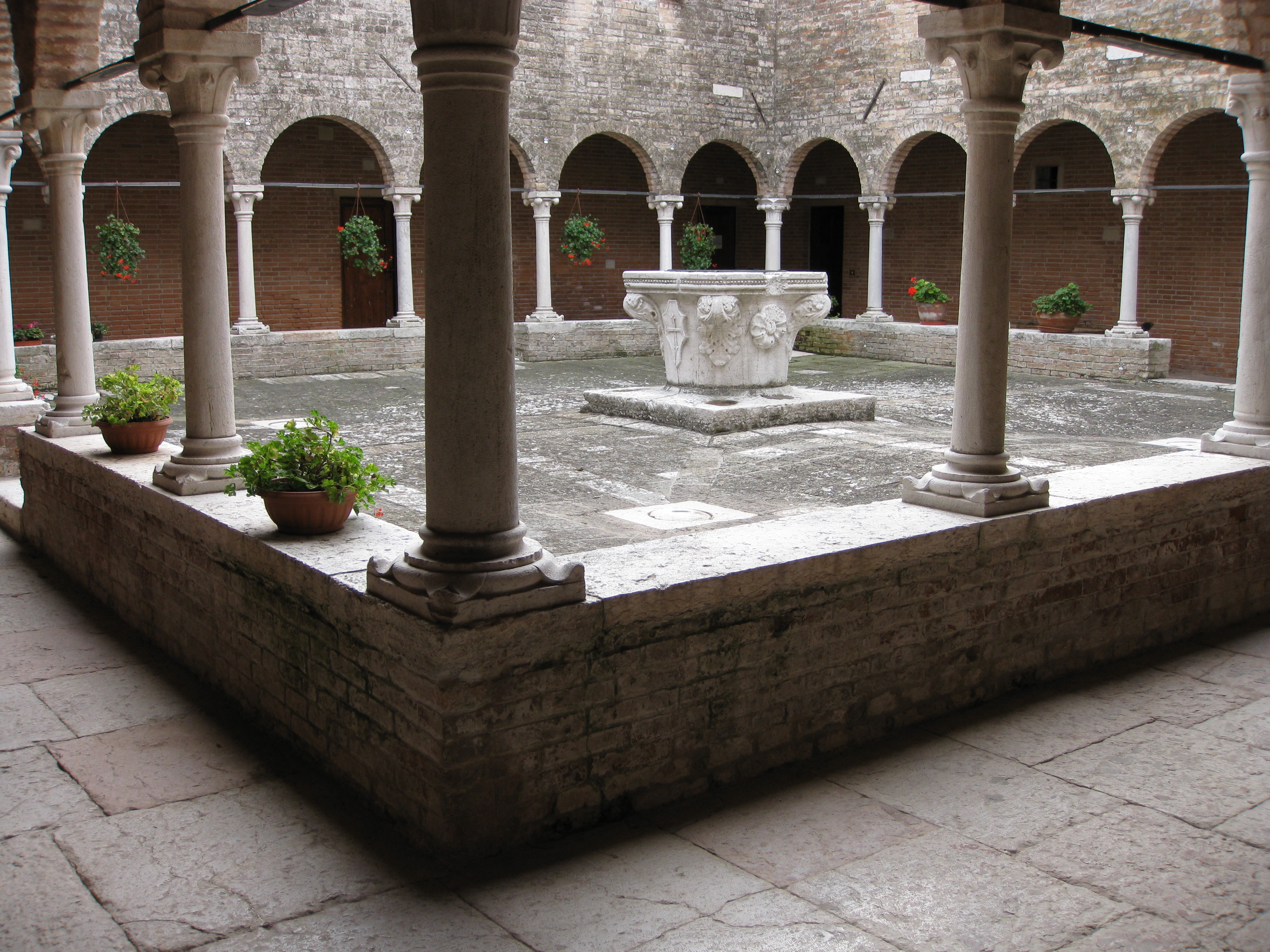
Криниця на острові Сан-Франческо-дель-Дезерто Венеційської лагуни.